# Teodozije III.
Teodozije III. (grč. Θεοδόσιος Γ΄, Theodosios Γ΄) (?, Efez, poslije 754.), bizantski car od 715. do 717. godine.
Bio je financijski službenik i sakupljač poreza na jugozapadu Male Azije kojega je vojska u Opsikion temi izglasala za cara protiv njegove volje. Njegovi pristaše zauzeli su Carigrad, svrgnuli s vlasti cara Anastazija II. i primorali ga na povlaćenje u manastir. Budući da Teodozije III. nije bio sposoban upravljati Carstvom, odrekao se prijestolja već 717. godine u korist bizantskog generala Leona Izaurijca i povukao se u manastir gdje je proveo ostatak života.

## Vanjske poveznice
- Theodosius III - Britannica Online (engl.)
- Theodosius III - hellenicaworld.com (engl.)
- Theodosius III - 1902encyclopedia.com (engl.)

| Prethodnik:                | Bizantski carevi | Nasljednik:                     |
| Anastazije II. (713.-715.) | Bizantski carevi | Leon III. Izaurijac (717.-741.) |